# Philip Patrick Westh
Philip Patrick Westh (født 30. marts 1991), også kendt som Korsørmanden, er en dansk morder og voldtægtsforbryder, der af et enigt nævningeting ved Retten i Næstved den 28. juni 2024 blev idømt fængsel på livstid for drabet på Emilie Meng, overfald på en 15-årig efterskoleelev i Sorø og frihedsberøvelse og voldtægt af en 13-årig pige fra Kirkerup. Derudover er han kendt skyldig i andre forhold, herunder overtrædelse af knivloven og besiddelse af seksuelt overgrebsmateriale med børn. Westh har anket dommen til Østre Landsret. Østre Landsret har planlagt, at ankesagen skal begynde den 28. oktober 2025.

## Anholdelse, sigtelse og tiltale
Den 16. april 2023 kl. 14.48 blev Philip Westh anholdt på sin bopæl i Svenstrup øst for Korsør. Det skete på baggrund af Sydsjællands og Lolland-Falsters Politis efterforskning af en 13-årig piges forsvinden 27 timer før. Da politiet kom frem til adressen og ingen åbnede, da de bankede på, smadrede de en rude i hoveddøren, og trængte ind i huset. Efter at Westh var blevet lagt i håndjern på køkkengulvet, blev den 13-årige pige fundet i et værelse i huset. Hun lå på maven under en seng og var bundet. Dagen efter blev han varetægtsfængslet på den særligt sikrede afdeling i Storstrøm Fængsel for forbrydelserne mod den 13-årige pige.
Ni dage efter anholdelsen udvidede politiet sigtelserne mod Westh, så de nu også omfattede drab, frihedsberøvelse og voldtægt af Emilie Meng; forsøg på at frihedsberøve og voldtage en elev fra Sorø Gymnastikefterskole den 8. november 2022; samt besiddelse af børnepornografisk materiale. I januar 2024 blev der rejst tiltale.

### Nævningesagen ved Retten i Næstved
I november 2023, hvor der endnu ikke var rejst tiltale mod Philip Westh, fortalte Anklagemyndigheden ved Sydsjællands og Lolland-Falsters Politi, at man havde forhåndsberammet 18 retsdage til sagen. Dette blev senere ændret til 12 dage, og sagen begyndte ikke som planlagt 1. april, men 14. maj.
Retssagen var en nævningesag ved Retten i Næstved. Philip Westh blev repræsenteret af forsvarsadvokat Karina Skou, mens specialanklager Susanne Bluhm og anklager Thea Høst førte sagen for Anklagemyndigheden. Retsformand var Bo Rasmussen, mens der medvirkede yderligere to juridiske dommere og seks nævninger.
På sagens første dag erkendte Philip Westh sig skyldig i langvarig frihedsberøvelse, andet seksuelt forhold end samleje, ulovlig tvang og vold mod den 13-årige pige. Desuden erkendte han besiddelse af børnepornografisk materiale. Han nægtede sig skyldig i resten af anklagerne.
Ifølge Philip Wesths mentalerklæring, som blev fremlagt på et retsmøde 14. juni, er han normalt begavet. Han har dyssociale personlighedstræk, men ikke i så alvorlig grad, at han er psykopat. Han har siden teenagealderen haft sadistiske lyster og er ifølge konklusionen "samlet set svært perverteret". Det fremgik desuden af mentalerklæringen, at han vurderes at udgøre en "væsentlig fare" for andres "liv, legeme og helbred".
Det blev desuden dokumenteret 14. juni, at der på Philip Wesths computer er fundet store mængder videoer og billeder med ekstrem porno, herunder kvinder, der bliver kvalt og hængt. Det kom også frem, at Philip Westh under sin varetægtsfængsling har skrevet to noveller på i alt 70 sider, hvor fiktive piger i Sorø-området udsættes for frihedsberøvelse, seksuelle ydmygelser og grove overgreb.
Philip Westh blev den 28. juni 2024 kendt skyldig af et enigt nævningeting ved Retten i Næstved i drabet på og forsøg på voldtægt og langvarig frihedsberøvelse på Emilie Meng, vold, trusler, forsøg på langvarig frihedsberøvelse og voldtægt af den 15-årige pige i Sorø og besiddelse af kniv imens samt grov vold, bevidst påkørsel, voldtægter, andre overgreb, vold, ulovlig tvang, blufærdighedskrænkelser og drabsforsøg på den 13-årige pige i Kirkerup. Han blev derudover også kendt skyldig for besiddelse af børnepornografisk materiale.
I sin procedure lagde anklager Thea Høst vægt på, at der ikke er en eneste formildende omstændighed i sagen, og at straffen for de af Philip Westh begåede forbrydelser samlet set ville overstige 30 år. Hun argumenterede derfor for, at fængsel på livstid ville være den rette straf. Alternativt argumenterede hun for forvaring. Forsvarer Karina Skou argumenterede for, at hendes klient højst skulle idømmes den maksimale tidsbestemte straf, 16 års fængsel.
Der var blandt nævningetingets medlemmer enighed om at idømme Philip Westh landets strengeste straf, fængsel på livstid. Retten lagde vægt på, at Philip Westh er fundet skyldig i drab, forsøg på manddrab og grove seksuelle krænkelser, at drabet og drabsforsøget er begået med et seksuelt motiv på personer under 18 år, og at han har udvist en særlig hensynsløshed omkring forholdene. Endelig fik det betydning, at forbrydelserne er sket efter forudgående planlægning.
Philip Westh ønskede ikke at være til stede under domsafsigelsen og meddelte via sin forsvarer, at han anker såvel skyldsspørgsmålet som strafudmålingen til Østre Landsret.